# Justin & Christina
Justin & Christina – wspólny minialbum dwojga amerykańskich artystów muzycznych, Christiny Aguilery i Justina Timberlake’a. Album wydany został w drugiej połowie 2003 roku, by pomóc w promocji Justified and Stripped Tour − trasy koncertowej obydwu piosenkarzy.
Edycja albumu była limitowana. Krążek wydano wyłącznie w Stanach Zjednoczonych; trafił on na półki sieci sklepów Target Corporation.
Na ogół płyty składa się sześć utworów. Cztery z nich to remiksy przebojów Aguilery i Timberlake’a, dwa pozostałe są piosenkami skomponowanymi specjalnie na ten album.

## Lista utworów
| Numer | Tytuł                                              | Wykonawca          | Autor                                                 | Czas trwania |
| ----- | -------------------------------------------------- | ------------------ | ----------------------------------------------------- | ------------ |
| 1.    | „That's What Love Can Do”                          | Christina Aguilera | Aguilera, Glen Ballard                                | 3:44         |
| 2.    | „Why, When, How”                                   | Justin Timberlake  | Anthony Dixon, James Brion, Anthony Nance, Timberlake | 4:01         |
| 3.    | „Beautiful” (Valentin Club Mix)                    | Aguilera           | Linda Perry                                           | 5:56         |
| 4.    | „Rock Your Body” (Paul Oakenfold Mix)              | Timberlake         | Chad Hugo, Timberlake, Pharrell Williams              | 5:38         |
| 5.    | „Fighter” (Hellraiser Remix)                       | Aguilera           | Aguliera, Scott Storch                                | 5:13         |
| 6.    | „Cry Me a River” (Bill Hamel Justinough Vocal Mix) | Timberlake         | Storch, Timothy Mosley, Timberlake                    | 7:44         |